# Up the Khyber
„Up the Khyber“ je instrumentální skladba anglické rockové skupiny Pink Floyd. Vyšla jako čtvrtá v pořadí na jejich albu Soundtrack from the Film More, které vyšlo 27. července 1969. Skladbu napsali bubeník Nick Mason a klávesista Rick Wright.

## Sestava
- Rick Wright - varhany, piáno
- Nick Mason - bicí, perkuse
- Roger Waters - baskytara, efekty